# Aeropuerto de Resolute Bay
El Aeropuerto de Resolute Bay (del inglés: Resolute Bay Airport) (IATA: YRB, OACI: CYRB) está ubicado en Resolute, Nunavut, Canadá y es operado por el gobierno de Nunavut. 

## Aerolíneas y destinos
- First Air
  - Iqaluit / Aeropuerto de Iqaluit
  - Nanisivik / Aeropuerto de Nanisivik
- Kenn Borek Air
  -  Unaalik Aviation
    - Grise Fiord / Aeropuerto de Grise Fiord
- Air Nunavut
  - Grise Fiord / Aeropuerto de Grise Fiord